# مزيج الصحراء
مزيج الصحراء (بالإنجليزية: Sahara Blend)‏ هو الاسم المرجعي للنفط الخام الجزائري الذي ينتج في عدة حقول نفطية جزائرية.

## صفاته
يعتبر مزيج الصحراء خامًا خفيفًا، وخفته الشديدة ومحتواه المنخفض جدًا من الكبريت يجعله من بين أكثر المصافي شهرة بين المصافي للمشتقات الخفيفة مثل البنزين والكيروسين مقارنة بخام برنت وخام غرب تكساس الوسيط. ويبلغ مقياس الكثافة النوعية لمزيج الصحراء حوالي 45 درجة ومحتوى كبريت 0.05٪.

## تقييمه
أدرج مزيج الصحراء في سوق لندن، وهو المعيار القياسي لسعر البرميل الجزائري.

## مقالات ذات صلة
- خام برنت